# Тадеуш Ґроновський
Тадеуш Люціан Гроновський (5 жовтня 1894, Варшава — 20 лютого 1990, Варшава) — польський графік, архітектор, який працював дизайнером інтер'єрів, художником та ілюстратором книг.
Його вважають одним із творців сучасного польського плакату. Серед його робіт є логотип польської авіакомпанії LOT, який досі використовується, датований 1929 роком.

## Інтернет-ресурси
- Posters by Tadeusz Gronowski
- 18 Most Important Polish Graphic Designers of the 20th Century